# Le Mesnil-Saint-Firmin

Le Mesnil-Saint-Firmin este o comună în departamentul Oise, Franța. În 1 ianuarie 2022 avea o populație de 249 de locuitori.